# Luděk Drobek
Luděk Drobek (* 23. Dezember 1975 in Karviná) ist ein tschechischer Handballspieler und -trainer. Seine Körperlänge beträgt 2,02 m.
Drobeks Heimatverein ist der HCB Karviná. Mit Karviná spielte er im EHF-Pokal, im Euro-City-Cup und in der EHF Champions League. Danach spielte er in Israel, Italien und Frankreich, bevor er nach Deutschland kam, wo er zuerst für den Zweitligisten MT Melsungen spielte. Von Juli 2005 bis Dezember 2005 spielte Drobek für den Zweitligisten HSG Niestetal-Staufenberg. Danach stand Drobek bis Juni 2007 beim Zweitligisten HC Empor Rostock unter Vertrag. In der Rückrunde der Saison 2006/2007 wurde Drobek an den Erstligisten Frisch Auf Göppingen ausgeliehen. Im Juli 2007 wechselte Drobek zum Zweitligisten TV Bittenfeld, wo er bis Juni 2011 in der 1. Mannschaft spielte und sich 2011 mit dieser für die neu gegründete eingleisige 2. Handball-Bundesliga qualifizierte. Danach wurde Drobek spielender Co-Trainer der 2. Mannschaft des TVB in der Württembergliga. In der Saison 2011/12 wurde Drobek nochmals für den Zweitliga-Kader reaktiviert. Von Bittenfeld wechselte Drobek als Spielertrainer zur 2. Mannschaft der SV Remshalden, die in der Bezirksklasse spielt. Trotzdem wurde Drobek auch in der Saison 2014/15 nochmals für den Zweitliga-Kader des TVB reaktiviert. Für den TVB ist Drobek als Spielertrainer der 3. Mannschaft in der Bezirksklasse tätig.
Drobek hat 9 Länderspiele für die Tschechische Nationalmannschaft bestritten.
Drobek spielt als rechter Rückraumspieler. Zudem gilt er als Abwehrspezialist.
Bereits seit seiner Zeit als Spieler in Bittenfeld arbeitet Drobek bei einem Sponsor des TVB in Waiblingen in seinem erlernten Beruf als Werkzeugmacher.
Drobek ist verheiratet und hat zwei Kinder. Seine Frau ist auch Handballspielerin, sie ist in Rielingshausen aktiv.